# 江南镇 (安化县)
江南镇，是中华人民共和国湖南省益阳市安化县下辖的一个乡镇级行政单位。

## 行政区划
江南镇下辖以下地区：
江南社区、边江村、红泥村、繁荣村、庆阳村、存粮村、阿丘村、洞市村、高城村、黄花溪村、中洞村、大屋村、茅坪村、金田村、青田村、里坪村、锡潭村、竹林村、幸福村、纱帽村、天门村、联盟村、思贤村、黄石村、新民村、马路新村、新星村、大众村、旸二村、沙坪村、梅山村、友谊村、植荣村和陈王村。

## 中国传统村落
2013年8月，唐家观古镇被评为第二批中国传统村落。